# Basílica de Damous El Karita
A basílica de Damous El Karita é uma basílica cristã em ruínas situada no perímetro do sítio arqueológico de Cartago, na Tunísia. Data da época bizantina e situa-se na colina de Odéon. Trata-se do complexo arquitetónico cristão mais importante conhecido no seio da capital da África proconsular. Segundo Noël Duval, é um dos «mais célebres monumentos paleocristãos» mas também um dos «mais maltratados e desconhecidos». O complexo arquitetónico constituiu um dos conjuntos de culto cristão mais consequentes da África do Norte da antiguidade e da Alta Idade Média. O conjunto comportava duas igrejas, pelo menos um martírio, Hipogeus  e uma rotonda subterrânea.
Trata-se do primeiro monumento cristão descoberto em Cartago, mas para Noël Duval o conjunto foi sujeito a escavações «incompletas e em condições desastrosas». A escavação do complexo nunca foi completada; estudos parciais ainda tiveram lugar na rotonda no final dos anos de 1990 sob a direção de Heimo Dolenz. A importância do complexo mostrou aos especialistas que o local não era apenas um centro funerário mas também um lugar maior de peregrinaçao ligado a cultos de santos, e a importantes festas religiosas.
A identificação da basílica é complexa mas, fruto dos últimos trabalhos, alguns autores aceitam a identificação conhecida de fontes literárias como a basílica Fausti.

## Etimologia
Supõe-se que o nome atual seja de uma deformação do latim domus caritatis (casa da caridade).

## História

### História antiga
A comunidade cristã em Cartago desenvolveu-se desde o Século III, segundo fontes literárias como Tertuliano e São Cipriano, e os locais de culto identificados são datáveis do Século IV. Segundo Duval, a Sé de Cartago parece ter sido organizada em regiões eclesiásticas, geridas por um arcediago sob a autoridade do bispo de cada uma das regiões. Cada uma possuia um batistério e anexos. A organização em regiões em Cartago é uma cópia da organização da Igreja em Roma, com sete regiões eclesiásticas desde metade do século III. Seis regiões são conhecidas. Azedine Beschaouch indica sete regiões para a metrópole africana.
Os primeiros indícios arqueológicos da presença cristã em Cartago remontam ao século III, com numerosos túmulos e vestígios materiais entre os anos 390-410. Os cemitérios cristãos (areae) datam do fim do século II e início do século III; instala-se uma devoção nos locais devido à suposta presença de relíquias de mártires. As fontes literárias falam também de igrejas acolhendo concílios a partir do final do século IV. Cerca de trinta construções ligadas ao culto cristão foram descobertas desde o início da arqueologia cartaginesa..
A identificação dos locais de culto conhecidos coloca alguns problemas. A catedral de Cartago não é conhecida e Damous El Karita não a é mesmo se, segundo Duval, é «certamente o santuário mais venerado no meio do principal cemitério cristão». Marc Griesheimer, após os trabalhos de 1996-1997 de Heimo Dolenz, notou a presença de um batistério e da sua localização, propondo identificá-lo como basilica Fausti, citado em textos literários (Historia persecutionis Wandalorum de Victor de Vita) e pelo seu papel na história eclesiástica de Cartago: foi local de um concílio (em 419 e em 421) e de uma reunião de bispos em 418. Pelo seu tamanho, terá sido o local de acolhimento de prisioneiros capturados durante o Saque de Roma de Genserico. As primeiras buscas encontram sob o trifolium um columbarium interior contendo ainda urnas, assim como citernas da época romana. Fragmentos de mármore de época pagã também foram identificados por Delattre, particularmente epitáfios.

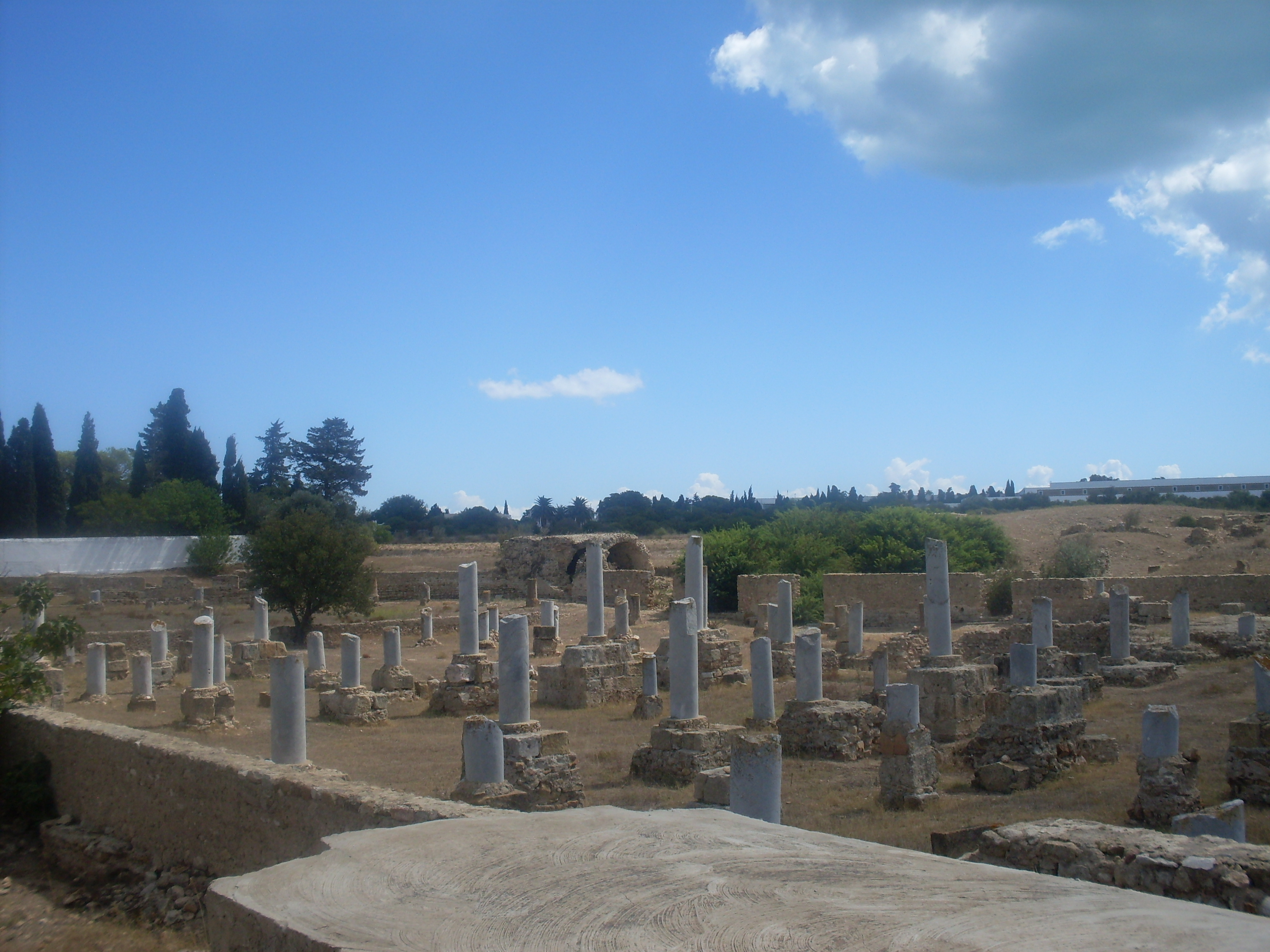
Vista geral da basílica

O complexo basilical situa-se na proximidade de uma das portas da antiga muralha, mais precisamente a 150 metros do muro de Teodoro, construído em 425, e na borda setentrional da colina de odéon. Documentos antigos permitiram identificar as diversas fases da construção, sendo que a primeira fase aparente datar do final do século IV. Os elementos arquitetônicos e as esculturas encontradas durante as diversas campanhas de arqueologia não são inferiores ao século V (segundo Duval), e testemunhariam um estado tardio do edifício. O complexo mudou de tamanho diversas vezes, aumentado e depois diminuido por razões que se desconhecem. O apogeu da construção aparenta ter sido no século VI mesmo se o complexo aparente ter tido uma história complexa. Noël Duval propõe três etapas na evolução da construção: num primeiro tempo, a construção terá sido orientada a sudeste (abside)-nordeste (porche). A grande igreja terá sido edificada após uma mudança de eixo antes da construção tardia retomar a orientação original. O mesmo autor não exclui uma interpretação diferente, na qual a construção terá tido uma abside lateral, como já se encontraram em outras localizações arqueológicas tais como em Makthar.

### Redescoberta do sítio

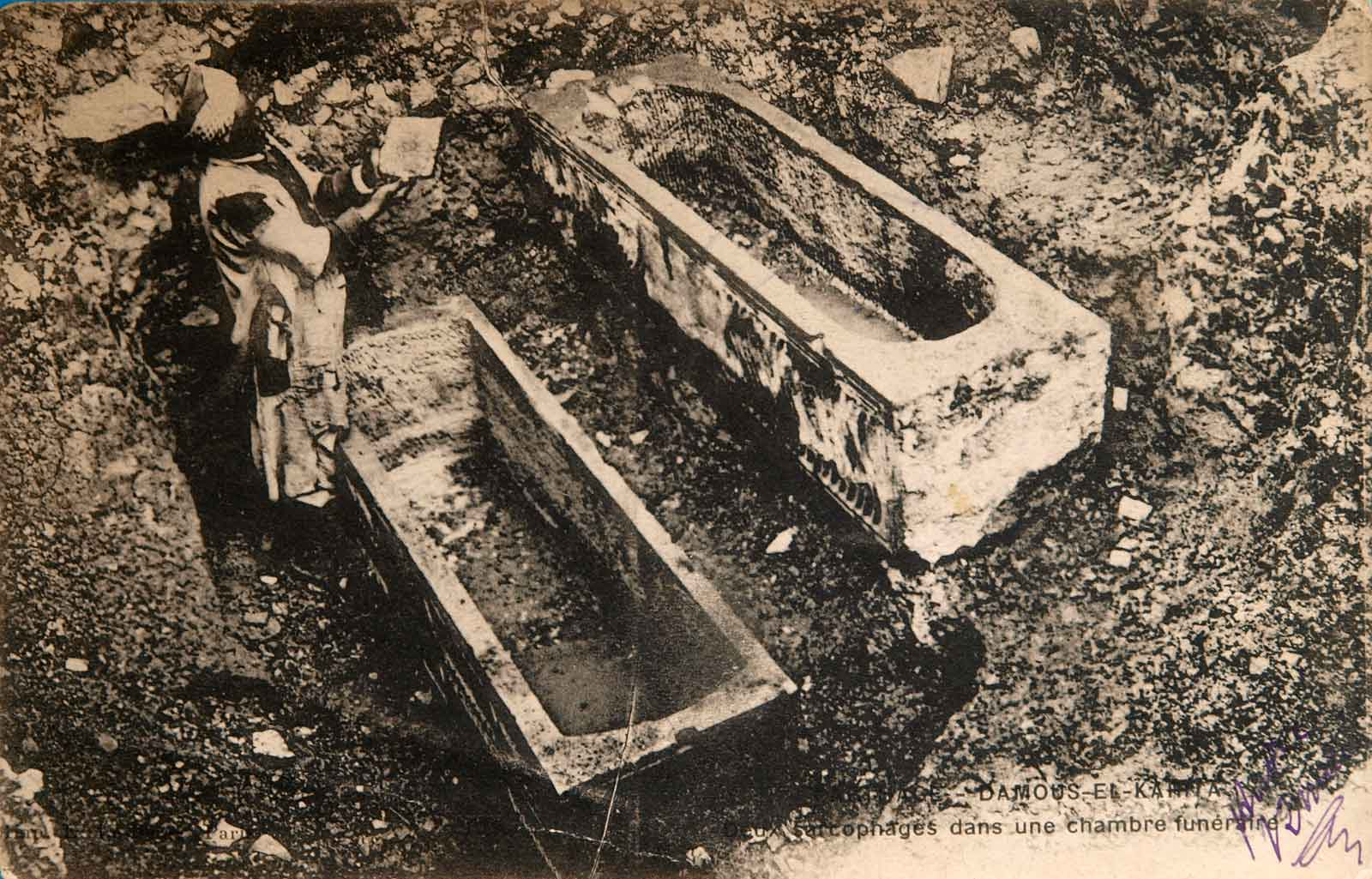
Sarcófagos durante as escavações levadas a cabo por Alfred Louis Delattre

A basílica é descoberta em 1878 pelo padre Alfred Louis Delattre, um dos pioneiros da arqueologia cartaginesa. Essa descoberta coloca uma missão arqueológica permanente em Cartago, sob pedido do Cardeal Lavigerie. As escavações são no entanto feitas de forma irregular por razões económicas. As primeiras escavações são objeto de breves relatórios, em conformidade com a metodologia arqueológica dessa época, e a estratigrafia é muito pouco explícita. O objetivo passa então na recuperação das inscrições funerárias cristãs, tendo sido encontrados fragmentos aos milhares: desde 1892 foram contados 14000 fragmentos. Os epitáfios raramente estão intactos. Em 1911 Delattre menciona inscrições que mencionam um bispo, outra um padre, e outras mencionam religiosas e a maior parte é relativa a fiéis do local.
Um dos hipogeus encontrados é reproduzido durante a exposição universal de Paris de 1900.
Várias centenas de fragmentos de baixo-relevo, provenientes principalmente de sarcófagos, são mencionadas por Delattre como ricas iconograficamente. Evoca assim uma Anunciação encontrada em 1889 que pertencia a baixos-relevos decorativos. Assinala também que as lápidas mais importantes medem dois metros por sessenta centímetros e foram trabalhadas em pedra local. Evoca um quadrante solar côncave com o monograma no centro. Entre os baixo-relevos, alguns estão fragmentados e outros figuram personagens mutiladas intencionalmente (segundo Delattre). Entre os mais belos floretos da escultura paleocristã figuram dois relevos da «adoração dos pastores e dos magos», encontrados nas escavações.

### Escavações do século XX

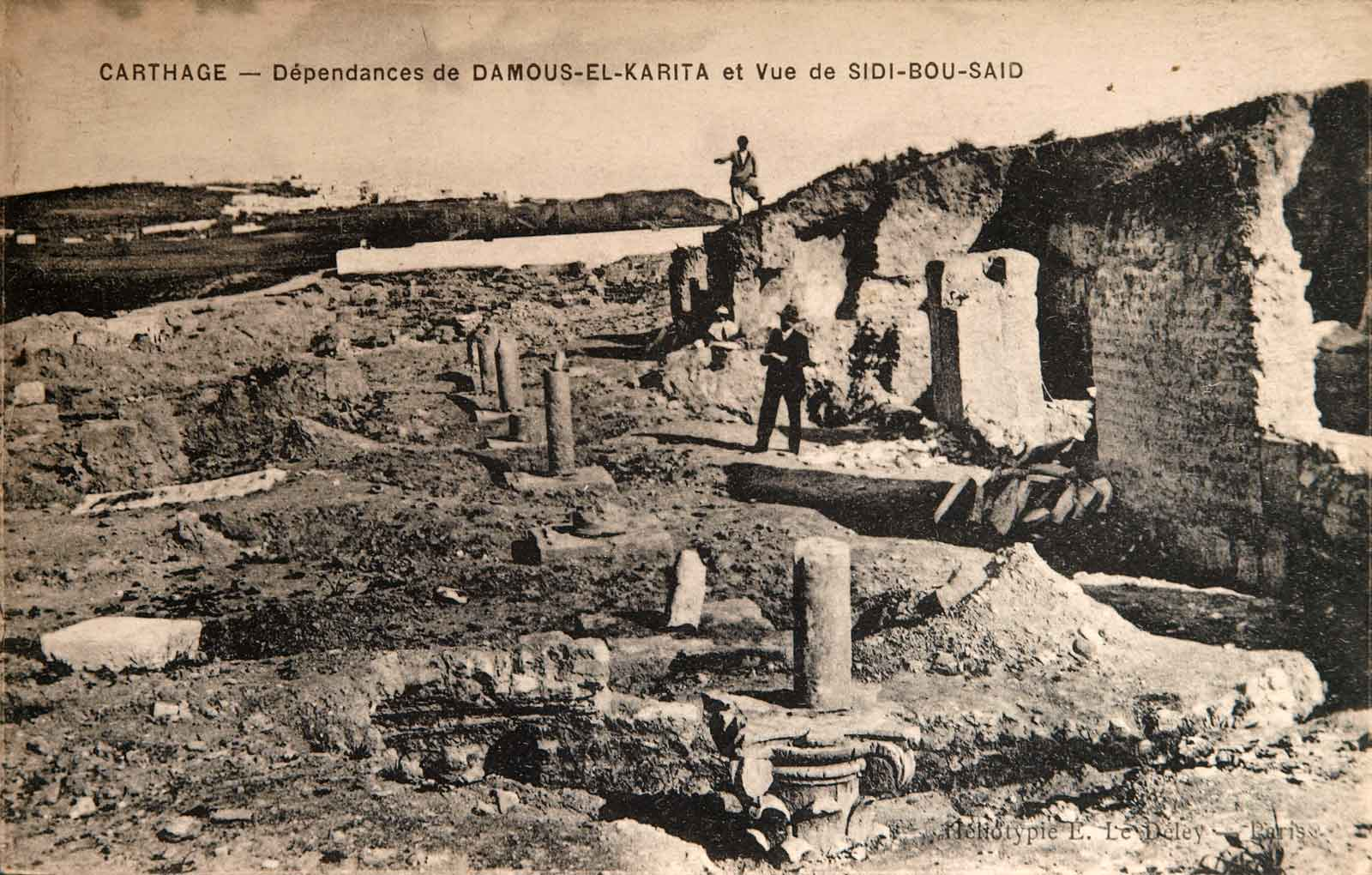
Antiga carta postal durante as escavações das cellæ, em 1911

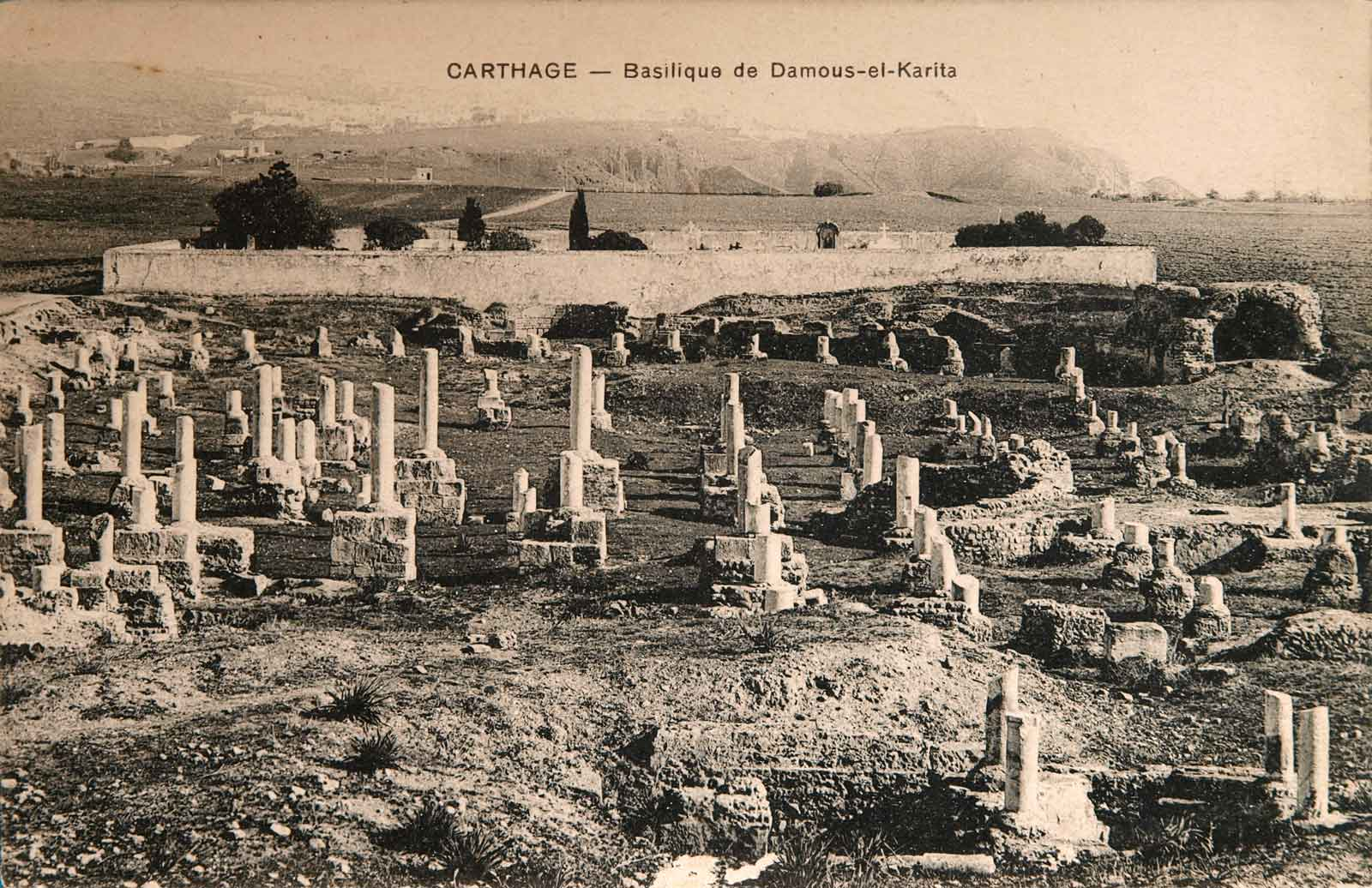
Basílica numa antiga carta postal, vista sobre o cemitério católico

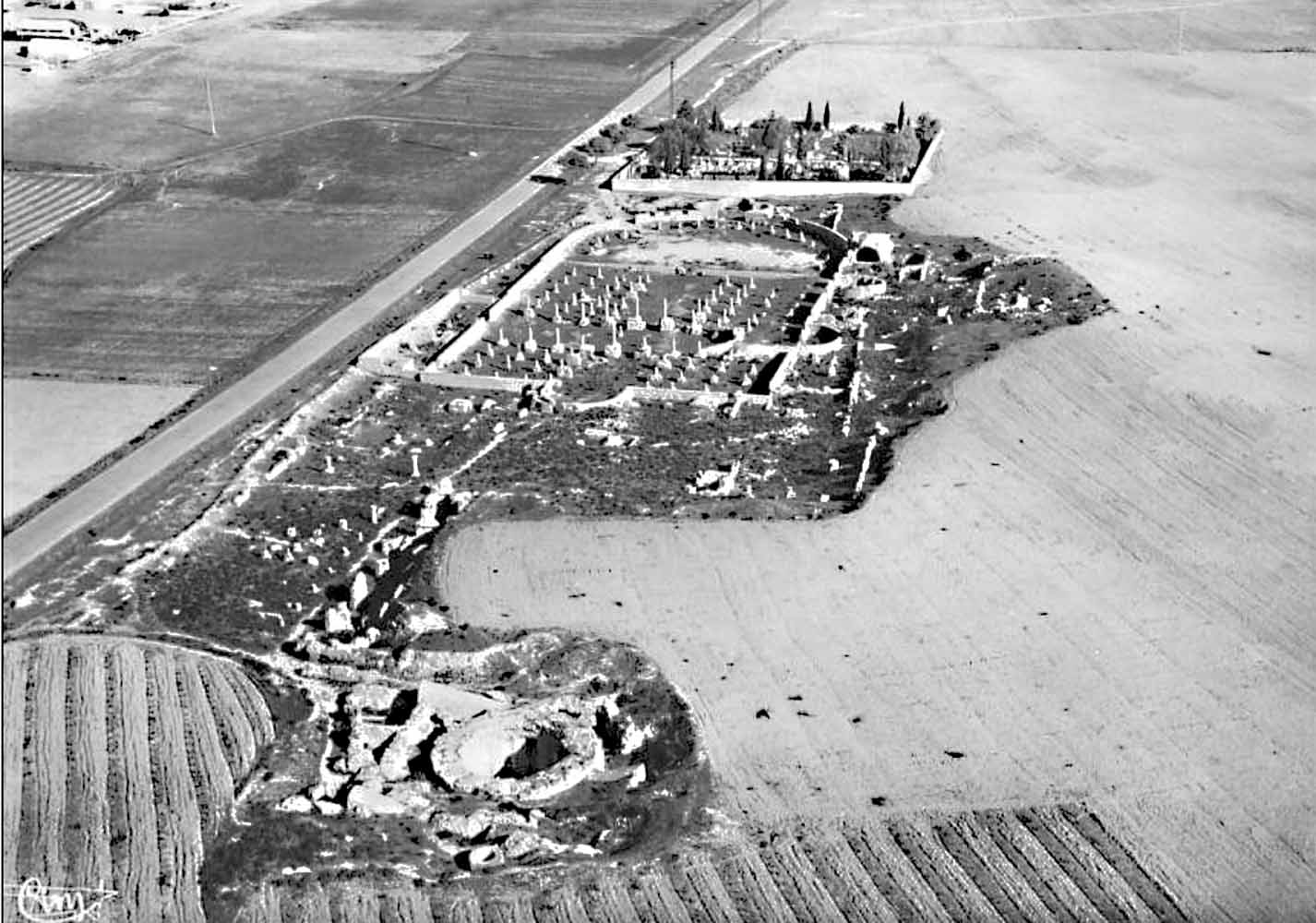
Complexo visto de avião (c. 1950).

Entre as descobertas de 1911, Delattre relata a possibilidade de existir uma outra basílica, retangular e dividida em três naves. Durante as escavações do hypogeu em arcosolia, encontra vestígios de baixo-relevos, lâmpadas a óleo com desenhos cristãos, vasos de vidro assim como uma mão abençoando.
Um cemitério católico foi colocado ao nordeste da construção para abrigar as sepulturas dos Pais Brancos (Missionários de África).
O sítio foi intensamente escavado, e foi objeto de «restaurações» intempestivas feitas pelo Congresso Eucarístico de 1930; estas são semelhantes às efetuadas na basílica de São Cipriano, localizada na colina dita de Santa Mónica.
Nos anos de 1960, Alexandre Lézine estuda a rotonda da basílica. Em 1973-1974, no quadro de uma campanha internacional da UNESCO «para salvar Cartago», a rotonda de Damous el Karita foi objeto de estudo por parte de uma equipa búlgara chefiada por Stephen Boyadjiev. As equipas propuseram então restituições dessa zona do complexo.
Em 1996-1997, anexos da basílica foram estudados por uma equipa tuniso-austríaca e por Heimo Dolenz. A pesquisa do complexo permanece incompleta e as conclusões de Delattre sobre a evolução da construção são afastadas por Noël Duval.